# Voor-Alpen
Onder de Voor-Alpen verstaat men uitlopers van en een reeks middelgebergtes rondom de 'eigenlijke' Alpen:
- noordelijke Voor-Alpen tussen de Donau en de Noordelijke Kalkalpen
- oostelijke en zuidoostelijke Voor-Alpen tussen de oostrand van de Oost-Alpen en de Pannonische vlakte
- zuidelijke Voor-Alpen, ook Italiaanse Voor-Alpen, tussen de Alpen en de Povlakte
- Franse Voor-Alpen, tussen de Alpen, de Rhônevallei en de Middellandse Zee.

Geschiedkundig zijn de Voor-Alpen een interessant gebied. Dankzij het buiten de oevers treden van de Alpenstromen ontstonden vruchtbare bodems, goede transportmogelijkheden (riviervalleien) en gemakkelijk verdedigbare omringende gebergten, waardoor steden konden ontstaan, die zich goed ontwikkelden, zoals Salzburg, Graz, Gorizia en Verona.

## Indeling

### Noordelijke Voor-Alpen
De noordelijke Voor-Alpen strekken zich uit in een brede, oostwaarts versmallende boog om het zuiden van het Zwarte Woud heen over Württemberg en Beieren naar Oostenrijk. In de eindmorenenlandschappen van de noordelijke Voor-Alpen zijn er verschillende meren, die gedeeltelijk tot in de bergen reiken (Bodensee, Tegernsee, Starnberger See, Chiemsee, Attersee, Mondsee, Traunsee, etc.). De noordelijke Voor-Alpen worden gevormd door deels platte, deels heuvelachtige weide- en bosgebieden. De zuidelijke grens wordt gevormd door alpijnse en voor-alpijnse hoogtes.
De Zwitserse Hoogvlakte tussen de Alpen en de Jura is relatief vlak en bevat geen uitlopers van de Alpen. Dit gebied wordt dan ook niet aangeduid als "Voor-Alpen".

### Voor-Alpen in oosten en zuidoosten
In het oosten van de Alpen, vanaf het Leithagebergte strekken de Voor-Alpen zich uit van de rand van de Kleine Puszta en de heuvels van het zuidelijke Burgenland en Stiermarken en het Oostenrijkse heuvelland aan beide zijden van de grens, tot het Krainse Karst. Een gebergte dat hier tot de Voor-Alpen gerekend wordt, zijn is de Pohorje.

### Zuidelijke Voor-Alpen
De Zuidelijke Voor-Alpen liggen bijna volledig in Italië. Aan de oostrand strekken ze zich uit tot in Slovenië. Ze omvatten de heuvels aan de rand van de zuidelijke Kalkalpen in onder meer de Povlakte, met uitlopers in het oosten aan de benedenloop van de Etsch, de Brenta, de Piave, de Tagliamento en de Isonzo en de heuvels van Lombardije en Piëmont.

### Franse Voor-Alpen
De Franse Voor-Alpen bevinden zich tussen de vallei van de Rhône en de Middellandse Zee. Enkele massieven die tot de Franse Voor-Alpen worden gerekend zijn de Vercors en de Chartreuse, deel van de Franse Kalkalpen. In tegenstelling tot de andere vermelde Voor-Alpen zijn de gebieden die bekend staan als de Franse Voor-Alpen echte bergmassieven die eerder te vergelijken zijn met de Kalkalpen in de Oostelijke Alpen en geen uitlopers. In het zuidoosten van Frankrijk vindt men de provençaalse Voor-Alpen en het Massif des Maures, dat echter geologisch geen deel meer uitmaakt van de Alpen. De Franse Voor-Alpen bevinden zich in de regio's Auvergne-Rhône-Alpes en Provence-Alpes-Côte d'Azur.